# Libánfalva község
Libánfalva község (románul: Comuna Ibănești) község Maros megyében, Romániában. Központja Libánfalva, beosztott falvai Blidirászaházcsoport, Disznópatak, Dulcsatelep, Erdőlibánfalva, Laposnyatelep, Sziródrész, Tireutelep, Tiszijó, Zimc.

## Népessége
A 2011-es népszámlálás adatai alapján a község népessége 4357 fő volt.